# 戸波親清
戸波 親清（へわ ちかきよ）は、戦国時代末期から江戸時代初期にかけての武将。長宗我部氏の家臣。土佐戸波城を居城としていた。

## 生涯
長宗我部氏の家臣・戸波親武の長男として生まれる。
父・親武は、長宗我部国親の弟・長宗我部国康の子にあたるが、永禄12年（1569年）に主君・長宗我部元親によって戸波城の城主に任ぜられた際に、戸波の名字を名乗る。
関ヶ原の戦い後に徳川氏によって長宗我部氏が改易されると、籠城して徹底抗戦を主張したが受け入れられなかった。その後、大坂の陣が起こると豊臣氏に加勢する旧主・長宗我部盛親の元に馳せ参じ、八尾の戦いで二番槍の功を立て活躍したが、大坂城の落城後に山城八幡で盛親とはぐれてしまい、以後は藤堂高虎に150石で仕えた。大坂の陣の際に長宗我部隊と正面から激突した藤堂家には戦の前から旧長宗我部氏の家臣が多数仕官しており、戦の際の活躍も知られている上に旧知の者が沢山いたことが考えられる。
親清は新陰流を学び、戸波流を興した剣術の達人であったという。寛永11年（1634年）に伊賀上野で仇討ちに及んだ荒木又右衛門ら（鍵屋の辻の決闘）が藤堂家にお預けになった際に、決闘中に敵の木刀で刀を折られた又右衛門に対して「折れやすい新刀で仇討ちに及んだため、実戦の最中に刀を折られたのだ」とこれを叱責。又右衛門は不明を恥じ、寛永12年（1635年）に親清に弟子入りして新陰流を学んだという。また、戸波一門は藤堂藩の剣術指南役として務め、新陰流(戸波流)を教えていたことが「津藩分限役付帳」(名張市所蔵)などからも確認できる。